# العزيزية (البدرشين)
العزيزية إحدي قرى مركز البدرشين محافظة الجيزة وتبعد عن القاهرة بحوالي ما يقرب من 20 كم.

## تاريخ القرية
كانت العزيزية إحدى أربع قرى كانت قديمًا جزءً لا يتجزأ من منف أو ممفيس أقدم عاصمة في تاريخ مصر وهي قرى العزيزية وأبو صير وصقارة وميت رهينة، وكانت العزيزية هي منطقة المعيشة. وقد ذكرها المقدسي في كتابه أحسن التقاسيم في معرفة الأقاليم، فقال: «إن العزيزية وهي من مدينة منف القديمة قد اختلت وخربت عامتها، وكانت المصر في القديم وبها كان ينزل فرعون وثم قصره ومسجد يعقوب ويوسف.» كما وردت في صبح الأعشى، فقال عنها: «أنه يوجد في شمال منف  بلدة صغيرة تعرف بالعزيزية، يقال إنها كانت منزلة العزيز وزير الملك، وهناك مكان على القرب منها يعرف بزليخا وفي غربيها إلى الشمال في سفح جبل مصر الغربي سجن يوسف عليه السلام وإلى جانبه مسجد موسى عليه السلام وبالقرب منهم مسجد يعقوب عليه السلام.»
وفي عهد الحكم الروماني لمصر، أصدر الإمبراطور البيزنطي ثيودوسيوس الثاني أمرًا بتخريب معابد منف وتحطيم تماثيل الآلهة وتحولت المدينة إلى محجر تنقل أحجاره لتشييد منشآت أخرى، وأقيم على أطلالها وفي أراضيها قرى العزيزية ومنية رهينة والبدرشين وصقارة. ولما ولي العزيز بالله الفاطمي حكم مصر، اختاروا له خمس قرى قديمة وأطلقوا عليها اسمه تخليدا لذكراه وكانت العزيزية هذه إحداها.

## وصلات أخرى
فيلم وثائقي عندما تتحدث الجدران يحكي تاريخ مدينة منف - قرية العزيزية مركز البدرشين محافظة الجيزة -الإعلام المصري